# Нірвана (фільм, 1997)
«Нірвана» (англ. Nirvana) — італо-французький фантастичний фільм 1997 року.

## Сюжет
Джимі Діні, розробник віртуальних ігор, намагається закінчити свою останню гру під назвою «Нірвана» для корпорації «Okasama Star». Але він виявляє, що головний герой гри Соло усвідомлює свою штучність і просить його стерти. Для того щоб знищити всі копії гри Джимі потрібно проникнути в головну споруду корпорації, яка добре охороняється.

## У ролях
| Актор                    | Роль                    |
| ------------------------ | ----------------------- |
| Крістофер Ламберт        | Джимі Діні              |
| Дієго Абатантуоно        | Соло                    |
| Серджіо Рубіні           | Джойстик                |
| Стефанія Рокка           | Наїма                   |
| Аманда Сандреллі         | Марія                   |
| Еммануель Сеньє          | Ліза                    |
| Клаудіо Бізіо            | Ред Ровер               |
| Антоніо Катанія          | продавець параноїк      |
| Джіджі Альберті          | доктор Раушенберг       |
| Уго Конті                | сицилійський турист     |
| Сільвіо Орландо          | індійський портьє       |
| Оресте Гвіді             | німець                  |
| Харукіко Яманоуті        | Окасама Старр, психолог |
| Авинаш Ганеш             | Авинаш                  |
| Антоніо Луїджі Грімальді | пакистанський портьє    |
| Паоло Россі              | Джокер                  |
| Бебо Сторт               | медитуюча людина        |
| Фабіо Сартор             | поліцейський            |
| Корінна Агустоні         | помічник Гуру           |
| Леонардо Гаджо           | Газ Газ                 |